# German Juniors 1986
Das German Juniors 1986 im Badminton fand vom 8. bis zum 9. Februar 1986 in Gütersloh statt. Es war die 3. Austragung des bedeutendsten internationalen Juniorenwettbewerbs in Deutschland. Veranstalter war der Deutsche Badminton-Verband, Ausrichter der CfB Gütersloh.
Die Turnierserie wurde 1986 noch unter der Bezeichnung "Internationale Deutsche Jugendmeisterschaft" durchgeführt. Später wurde sie umbenannt und nennt sich heute "German Junior", "German Juniors U19" oder "Internationale Deutsche Meisterschaften U19".

## Sieger und Platzierte
| Disziplin    | Gold                           | Silber                           | Bronze                         |
| ------------ | ------------------------------ | -------------------------------- | ------------------------------ |
| Herreneinzel | Michael Redeker                | Rob Stalenhoef                   | Heimo Götschl                  |
| Herreneinzel | Michael Redeker                | Rob Stalenhoef                   | Christian Ahlers               |
| Dameneinzel  | Joanne Muggeridge              | Tracy Salmon                     | Andrea Sotta                   |
| Dameneinzel  | Joanne Muggeridge              | Tracy Salmon                     | Kerstin Ubben                  |
| Herrendoppel | Rob Stalenhoef Randy Trieling  | Kai Mitteldorf Christian Ahlers  | Michel Redeker Edwin van Dalm  |
| Herrendoppel | Rob Stalenhoef Randy Trieling  | Kai Mitteldorf Christian Ahlers  | Stephan Kuhl Arno Glomper      |
| Damendoppel  | Joanne Muggeridge Tracy Salmon | Britta Zimmermann Andrea Sotta   | Bettina Mattern Heike Erler    |
| Damendoppel  | Joanne Muggeridge Tracy Salmon | Britta Zimmermann Andrea Sotta   | Karola Ruß Sonja Grünewald     |
| Mixed        | Eric Farries Heike Erler       | Uwe Ossenbrink Andrea Findhammer | Christian Ahlers Kerstin Ubben |
| Mixed        | Eric Farries Heike Erler       | Uwe Ossenbrink Andrea Findhammer | Martin Kranitz Bettina Mattern |